# Somma Lombardo
Somma Lombardo es una localidad y comune italiana de la provincia de Varese, región de Lombardía, con 17.181 habitantes.

## Lugares de interés
- Santuario de Nuestra Señora de la Ghianda

## Evolución demográfica
| Gráfica de evolución demográfica de Somma Lombardo entre 1861 y 2001 |
|                                                                      |
| Fuente ISTAT - elaboración gráfica de Wikipedia                      |